# Thrashing Thru the Passion
| Совокупная оценка | Совокупная оценка |
| Источник          | Оценка            |
| ----------------- | ----------------- |
| AnyDecentMusic?   | 7.1/10            |
| Metacritic        | 75/100            |
| Оценки критиков   |                   |
| Источник          | Оценка            |
| AllMusic          | [ 3 ]             |
| The A.V. Club     | B+                |
| Exclaim!          | 8/10              |
| The Guardian      | [ 6 ]             |
| Mojo              | [ 7 ]             |
| NME               | [ 8 ]             |
| Pitchfork         | 8.0/10            |
| Q                 | [ 10 ]            |
| Rolling Stone     | [ 11 ]            |
| Under the Radar   | 6.5/10            |

Thrashing Thru the Passion — седьмой студийный альбом американской рок-группы The Hold Steady, изданный 16 августа 2019 года на лейбле Frenchkiss Records.
Альбом был спродюсирован Джошем Кауфманом.

## Отзывы
Альбом получил положительные отзывы музыкальной критики и интернет-изданий, считалось, что альбом стал для группы своего рода возвращением к их лучшей форме. Он получил 75 из 100 баллов на интернет-агрегаторе Metacritic. 
Джонатан Бернштейн из Rolling Stone заявил, что группа отказалась от «самоистязания, которое иногда мешало им в их последних работах, и в результате получилась шокирующе веселая, вернувшаяся в форму коллекция грустных рассказов». Эван Рытлевски из Pitchfork написал, что «несмотря на то, что альбом принадлежит группе, которая, казалось бы, во многих отношениях находится на закате, Thrashing Thru The Passion настолько живой и радостный, что, если бы не хорошо задокументированный послужной список Hold Steady, его можно было бы принять за работу группы, только что достигшей своего пика. Он такой же радостный и зажигательный, как и лучшие работы группы, но в то же время более свободный и совершенно не принужденный». Джесси Хассенгер из The A.V. Club сказал, что «с расширенным составом, эта новая конфигурация представляет собой более свободную и менее гимноподобную итерацию группы, уменьшив количество кулачных ударов и дав песням больше пространства для дыхания» и считает, что альбом «чувствует себя освобожденным от некоторой привычной архитектуры альбомов группы… Это продуктивное уменьшение масштаба — звук великой рок-группы, вернувшейся к работе». Адам Фейбел из Exclaim! сказал: «Thrashing Thru the Passion может быть самой веселой и беззаботной записью группы Hold Steady». Джеймс МакМахон из NME заявил, что возвращение Николая улучшило группу, и что «Hold Steady добиваются своих лучших результатов, когда их игра свободна… Когда они звучат как лучшая барная группа в лучшем баре, о котором вы не знали, пока не оказались в нём в три часа ночи».

## Список композиций
1. «Denver Haircut» — 3:01
2. «Epaulets» — 2:47
3. «You Did Good Kid» — 4:09
4. «Traditional Village» — 2:48
5. «Blackout Sam» — 4:52
6. «Entitlement Crew» — 3:45
7. «T-Shirt Tux» — 3:58
8. «Star 18» — 3:13
9. «The Stove & the Toaster» — 3:33
10. «Confusion in the Marketplace» — 3:28

## Чарты
| Чарт (2019)                                  | Высшая позиция |
| -------------------------------------------- | -------------- |
| Шотландия (Scottish Albums Chart)            | 30             |
| Великобритания (UK Independent Albums Chart) | 13             |
| США (Billboard Independent Albums)           | 9              |